# 渡辺静 (野球)
渡辺 静（わたなべ しずか、1923年4月15日 - 1945年6月6日）は、プロ野球選手（投手）、大日本帝国陸軍軍人。
石丸進一と並んで、特攻隊員として戦死したプロ野球選手2人のうちの1人である。

## 来歴・人物

### プロ入り前
1923年4月15日、長野県北佐久郡協和村土林（現・長野県佐久市望月地区）で、父･渡辺鹿之助、母･ちやうの四男として、五男五女の9番目として生まれた。渡辺家は江戸時代の元禄年間から続く旧家で、父･鹿之助は教師～産業組合役員～村会議員等を歴任する地元の名士だった。小学校時代から体格に恵まれ、運動神経が抜群だったと伝わる。
小学校の恩師の勧めで野球を始め、1938年に小諸商業学校に入学。2年生からレギュラーとして対外試合に出場した。ポジションは投手が中心だったが、捕手・内野手・外野手もこなした。4年生になった1941年に全国に名だたる強豪校である東邦商（実際、この年の春の大会を制していた） と練習試合を行い、延長12回3-3で引き分けという大健闘を演じた。この試合によって小諸商の名が全国に広まると、噂を聞きつけた竹内愛一（朝日軍監督）からの積極的な入団の勧誘を受けるようになった。当初プロ野球入りに反対していた渡辺だったが、竹内の熱烈な勧誘に折れ、プロ野球選手になる事を決意。43年1月に朝日軍へ入団した。

### プロ入り後
1943年1月30日、朝日軍に入団。背番号は20。投手として選手登録された。19歳で入団した事もあってプロの壁は厚く、出場したのは5月23日の大和戦（甲子園球場。9回に代打として出場し、三振に倒れた）と7月6日の南海戦（後楽園球場。代打として出場し、6-4-3の併殺〈サードゴロ〉に倒れた）の2試合のみであった（結果的に現役時に出場したのはこの2試合のみとなった）。しかし、公式戦とは別に開かれた慰問野球にはよく出場していた。朝日軍でチームメイトだった坪内道則は「まじめでおとなしく、練習熱心だった」と渡辺を評価している。
1943年9月22日に政府より学徒出陣が決定。この直後に応召され、10月28,29日に上田での徴兵検査で甲種合格したのを機に、11月19日僅か1年の現役生活で、朝日軍を退団した。

### 出征・戦死
1943年12月1日に金沢の東部第49部隊に入隊。翌1944年初頭に幹部候補生試験と特別操縦見習士官試験に合格し、2月8日熊谷飛行学校相模教育隊に入隊。3月24日、群馬の館林飛行教育隊に転属。助教は叩き上げの伍長や軍曹。教えを請う特別操縦見習士官より階級が下だったことが溝となって、理不尽な暴力が日常茶飯事だったと言われている。
1944年8月1日に鹿児島県大刀洗飛行学校知覧教育隊（西部第123部隊）へ、同年12月1日に佐賀県神埼郡三田川村の同校目達原教育隊(西部第110部隊)に配属された。各地を転々とし、時には理不尽な暴力や劣悪な練習環境に耐えながらも、1945年2月1日に陸軍少尉に任官した。3月上旬に目達原飛行場で開催された部隊内における対抗野球試合では、快刀乱麻の好投を魅せた。これが最後の野球になった。
1945年3月6日に特別攻撃隊に志願（上官からの催促があったと言われている）。5月5日に三重県宇治山田市（現・伊勢市）の陸軍明野飛行場にて「特別攻撃隊第165振武隊」に振り分けられた。
6月6日、爆装三式戦闘機「飛燕」に搭乗し知覧飛行場を13時31分に出撃、16時00分頃沖縄洋上にて連合軍艦船群に突入戦死。「修養録」と題された日誌には辞世の句として、「いざ征かん 雨も風をも 乗越えて 吾れ沖縄の球と砕けん」。絶筆として、「野球生活八年間 わが心 鍛へくれにし 野球かな 日本野球団朝日軍 渡辺静」としたためられてあった。満22歳没。
東京ドーム敷地内の鎮魂の碑に沢村栄治らとともに銘記されている。

## 詳細情報

### 年度別打撃成績
| 年 度     | 球 団     | 試 合 | 打 席 | 打 数 | 得 点 | 安 打 | 二 塁 打 | 三 塁 打 | 本 塁 打 | 塁 打 | 打 点 | 盗 塁 | 盗 塁 死 | 犠 打 | 犠 飛 | 四 球 | 敬 遠 | 死 球 | 三 振 | 併 殺 打 | 打 率 | 出 塁 率 | 長 打 率 | O P S |
| --------- | --------- | ----- | ----- | ----- | ----- | ----- | -------- | -------- | -------- | ----- | ----- | ----- | -------- | ----- | ----- | ----- | ----- | ----- | ----- | -------- | ----- | -------- | -------- | ----- |
| 1943      | 朝日      | 2     | 2     | 2     | 0     | 0     | 0        | 0        | 0        | 0     | 0     | 0     | --       | 0     | --    | 0     | --    | 0     | 1     | 1        | .000  | .000     | .000     | .000  |
| 通算：1年 | 通算：1年 | 2     | 2     | 2     | 0     | 0     | 0        | 0        | 0        | 0     | 0     | 0     | --       | 0     | --    | 0     | --    | 0     | 1     | 1        | .000  | .000     | .000     | .000  |

### 背番号
- 20 （1943年）[3]